# David Parker Ray
David Parker Ray (né le 6 novembre 1939 à Belen et mort le 28 mai 2002 à Hobbs), également connu sous le nom du « Toy-Box Killer », était un kidnappeur, tortionnaire, violeur et un tueur en série américain.
Bien qu'aucun corps n'ait été retrouvé, il a été accusé par ses complices d'avoir tué plusieurs personnes et soupçonné par la police d'avoir assassiné jusqu'à soixante femmes d'Arizona et du Nouveau-Mexique, alors qu'il vivait à Elephant Butte au Nouveau-Mexique, à environ 11 km au nord de Truth or Consequences.
Ray a utilisé des méthodes d'insonorisation sur une semi-remorque qu'il a appelée sa « boîte à jouets » (toy box), et l'a équipée d'objets utilisés pour la torture sexuelle. Il kidnappait entre cinq et six femmes par an, les retenant chacune en captivité pendant environ trois à quatre mois. Pendant cette période, il abusait sexuellement de ses victimes, impliquant parfois son chien ou sa femme (qui participait volontairement à leurs crimes), et les torturait souvent avec des instruments chirurgicaux. Ensuite Ray les droguait avec des barbituriques pour tenter d'effacer leurs souvenirs de ce qui s'était passé avant de les abandonner au bord de la route.
Ray a été reconnu coupable d'enlèvement et de torture en 2001, pour lequel il a été condamné à une longue peine, mais il n'a jamais été reconnu coupable de meurtre. Il est décédé d'une crise cardiaque environ un an après ses condamnations dans deux affaires (dont la seconde a abouti à un accord de plaidoyer).

## Biographie
Pendant son enfance, David Parker Ray et sa sœur cadette, Peggy, vivaient avec leur grand-père disciplinaire. Il recevait irrégulièrement la visite de son père violent et alcoolique, qui lui fournissait des magazines illustrant la pornographie sadomasochiste.
Au lycée Mountainair, à Mountainair, au Nouveau-Mexique, il a été intimidé par ses camarades pour sa timidité avec les filles.
Les fantasmes sexuels de Ray de violer, torturer et même assassiner des femmes se sont développés au cours de son adolescence. À cette époque, sa sœur découvre ses dessins sadomasochistes, ainsi que des photographies pornographiques d'actes de bondage. Après avoir terminé ses études secondaires, Ray a reçu une offre honorable de l'armée des États-Unis, où son service comprenait un travail de mécanicien général.
Ray a divorcé quatre fois et a eu deux enfants, dont sa complice, sa fille Jesse Ray,.

## Crimes
Ray a torturé sexuellement et vraisemblablement tué ses victimes en utilisant des fouets, des chaînes, des poulies, des sangles, des pinces, des barres d'écartement des jambes, des lames chirurgicales, des machines à décharge électrique et des scies. On pense qu'il a terrorisé de nombreuses femmes avec ces outils pendant de nombreuses années avec l'aide de complices, dont certains auraient été plusieurs des femmes avec lesquelles il sortait.
À l'intérieur de la salle de torture, avec de nombreux jouets sexuels, des instruments de torture, des seringues et des schémas détaillés montrant les façons d'infliger la douleur, il y avait un générateur électrique fait maison, qui était utilisé pour la torture,.
Un miroir était monté au plafond, au-dessus de la table d'obstétrique à laquelle il attachait ses victimes. Ray a également placé ses victimes dans des engins en bois qui les ont pliées et les ont immobilisées pendant qu'elles se faisaient violer par ses chiens et parfois par d'autres amis. On dit qu'il voulait que ses victimes voient tout ce qu'il leur faisait,. Ray faisait souvent jouer un enregistrement audio de sa voix pour ses victimes chaque fois qu'elles reprenaient conscience,.

## Arrestation et investigation
Cynthia Vigil a été enlevée dans un parking d'Albuquerque par Ray et sa petite amie, Cindy Hendy. Elle a été emmenée à Elephant Butte, confinée dans la caravane et torturée. Après trois jours de captivité, Vigil s'est échappé de la caravane le 22 mars 1999,.
Pour s'échapper, elle a attendu que Ray soit parti travailler, puis a déverrouillé ses chaînes avec des clés qu'Hendy avait laissées sur une table voisine. Hendy a remarqué la tentative de Vigil de s'échapper et une bagarre s'est ensuivie. Pendant la lutte, Hendy a cassé une lampe sur la tête de Vigil, mais Vigil a déverrouillé ses chaînes et a poignardé Hendy dans le cou avec un pic à glace.
Vigil s'est enfui en ne portant qu'un collier d'esclave en fer et des chaînes cadenassées. Elle a couru sur la route pour demander de l'aide, qu'elle a obtenue d'un propriétaire voisin qui l'a accueillie, l'a réconfortée et a appelé la police. Son évasion a conduit les forces de l'ordre à la caravane et a provoqué la capture de Ray et de ses complices. La police a arrêté Ray et Hendy.
Une autre victime, Angelica Montano, a raconté une histoire similaire à celle de Vigil. Elle a dit qu'elle avait été retenue en otage par Ray après que Hendy l'a invitée à la maison pour prendre un gâteau. Après avoir été violée et torturée, Montano a convaincu le couple de la libérer le long de l'autoroute. Elle a été récupérée par un agent des forces de l'ordre qui n'était pas en service et lui a raconté ce qui s'était passé, mais il ne l'a pas crue et l'a laissée à un arrêt de bus. Elle a également appelé plus tard la police au sujet de l'incident, mais il n'y avait eu aucun suivi.
La police a identifié une autre victime, Kelli Garrett (également appelée Kelli Van Cleave), à partir d'une bande vidéo datant de 1996. Garrett a été retrouvée vivante dans le Colorado après que la police l'a identifiée grâce à un tatouage sur sa cheville. Elle a témoigné qu'elle s'était disputée avec son mari et avait décidé de passer la nuit à jouer au billard avec des amis. La fille de Ray, Jesse, qui connaissait Garrett, l'a emmenée au Blu-Water Saloon à Truth Or Consequences, au Nouveau-Mexique, et a peut-être drogué la bière qu'elle buvait. Elle a proposé à Garrett de la ramener chez elle, mais l'a plutôt emmenée chez son père. Garrett a déclaré qu'elle avait enduré deux jours de torture avant que Ray ne la ramène chez elle. Ray a dit à son mari qu'il avait trouvé la femme incohérente sur une plage. Son mari ne croyait pas qu'elle ne pouvait pas se rappeler où elle était allée et Garrett a dit qu'elle ne savait pas quoi dire à la police et qu'elle ne les avait donc pas contactés. Son mari a intenté une action en divorce et Garrett a déménagé au Colorado. Elle a ensuite été interviewée sur Cold Case Files (en) à propos de son calvaire.
Le Federal Bureau of Investigation a envoyé 100 agents pour examiner la propriété et les environs de Ray, mais aucun reste humain identifiable n'a été trouvé.
Pour empêcher les femmes de signaler les agressions, Ray les a droguées dans le but d'induire l'amnésie. Il a fait un enregistrement de lui-même en train de dire à une femme que les drogues étaient « du pentothal sodique et du phénobarbital [sic] ».
En attendant son procès, Ray s'est entretenu avec des profileurs du FBI et a déclaré qu'il était fasciné par l'enlèvement de Colleen Stan et d'autres enlèvements à caractère sexuel. Le FBI avait parlé à Ray dès 1989 au sujet de son entreprise de fabrication et de vente de dispositifs sexuels liés à la servitude.

## Procès et conséquences
Un juge a décidé que les affaires pour crimes contre Cynthia Vigil, Angelica Montano et Kelli Garrett seraient séparées, ce qui signifie que Ray serait jugé pour chacun séparément. Les procureurs ont déclaré que cela avait nui à leur dossier, car l'histoire de chaque femme aurait renforcé les récits des autres. Le juge a également décidé qu'une grande partie des preuves trouvées lors du raid de 1999 ne pouvaient pas être admises dans les affaires Garrett ou Montano.
Le premier procès, pour les crimes contre Kelli Garrett, a abouti à une annulation du procès après que deux jurés ont déclaré avoir trouvé son histoire incroyable. La défense de Ray était que le sexe faisait partie de la vie imaginaire de Ray et que tout rapport sexuel était consensuel. Après un nouveau procès, Ray a été reconnu coupable des 12 chefs d'accusation,.
Une semaine après le début de son procès pour crimes contre Vigil, Ray a accepté une négociation de peine et, le 20 septembre 2001, le juge Kevin Sweazea (en) l'a condamné à 224 ans de prison,. L'accord de plaidoyer visait à obtenir la clémence pour sa fille. Les procureurs ont déclaré que les victimes survivantes avaient approuvé l'accord.
La fille de Ray, Glenda Jean "Jesse" Ray, a été accusée d'enlèvement et de pénétration sexuelle criminelle. Elle n'a pas contesté et a reçu une peine de 30 mois avec cinq ans supplémentaires à purger en probation.
En 1999, Dennis Roy Yancy (alors âgé de 27 ans) a plaidé coupable du meurtre en 1997 de Marie Parker, 22 ans, à Elephant Butte. Yancy a avoué avoir aidé Jesse Ray à attirer Parker en captivité dans la caravane de son père. Yancy a déclaré que Parker avait été torturé et que Ray l'avait forcé à étrangler la femme à mort. Le corps de Parker n'a jamais été retrouvé; les procureurs ont noté qu'aucune preuve médico-légale n'a été trouvée pour lier Parker à David et Jesse Ray.
Yancy a également été accusé d'enlèvement, de complot en vue de commettre un crime et de falsification de preuves. Il a été condamné à 30 ans. Les Rays n'ont pas été inculpés du meurtre de Parker,. En 2010, Yancy a obtenu une libération conditionnelle après avoir purgé 11 ans de prison, mais la libération a été retardée par des difficultés à négocier un plan de résidence. Trois mois après sa libération en 2011, Yancy a été accusé d'avoir violé sa libération conditionnelle. Il a été placé en détention provisoire, où il est resté jusqu'en 2021, purgeant le reste de sa peine initiale,.
En 2000, Cindy Hendy, une complice qui a témoigné contre Ray, a reçu une peine de 36 ans pour son rôle dans les crimes. Elle devait bénéficier d'une libération conditionnelle en 2017. Elle a été libérée le 15 juillet 2019, après avoir purgé les deux ans de sa libération conditionnelle en prison.
Le 28 mai 2002, Ray a été emmené au centre correctionnel du comté de Lea, à Hobbs, au Nouveau-Mexique, pour être interrogé par la police d'État. Il est mort d'une crise cardiaque avant l'interrogatoire,.
Cynthia Vigil a ensuite fondé Street Safe New Mexico, une organisation bénévole à but non lucratif de réduction des méfaits qui travaille avec les travailleuses du sexe et d'autres personnes vulnérables vivant dans la rue, avec Christine Barber.